# Christian Roselius
Christian Heinrich Roselius (* 7. Januar 1871 in Bremen; † 23. April 1945 in Bremen) war ein deutscher Garten- und Landschaftsarchitekt.

## Biografie
Roselius war der Sohn des Pädagogen Ludwig Roselius (1833–1901). Er absolvierte das Alte Gymnasium und machte danach eine Ausbildung zum Kunst- und Handelsgärtner. Er wirkte als Gartenarchitekt an verschiedenen Orten. Ab 1898 war er als freischaffender Gartenarchitekt in seiner Heimatstadt Bremen tätig. Hier entwarf er für Wohnhäuser und Landsitze die Außenanlagen, so wie die vom Park Gut Hodenberg, Knoops Park und Haus Schwalbenklippe. Im kommunalen Bereich plante er verschiedene Anlagen, unter anderem für Friedhöfe in Stade, Bremen-Aumund, Verden,  Syke, sowie den Heidefriedhof Hassel bei Rotenburg/Wümme (1943) und auch die Festungswälle und das  Freilichtmuseum auf der Insel in Stade. Er war 1913 Mitbegründer des Bundes Deutscher Gartenarchitekten (heute: Bund Deutscher Landschaftsarchitekten, bdla), den er einige Jahre auch führte. Auch in anderen Vereinen für die Landschaftspflege war er tätig und  Mitgründer des Vereins für Niedersächsisches Volkstum. Für den Landkreis Osterholz war er Naturschutzbeauftragter.